# Битва Шарпа
«Битва Шарпа» (англ. Sharpe's Battle) — одна из серий английского исторического телесериала «Приключения королевского стрелка Шарпа», снятая по мотивам одноимённого романа Бернарда Корнуэлла, в ней показан вымышленный эпизод войны на Пиренейском полуострове) в 1813 году.

## Сюжет
Патруль Ричарда Шарпа разбивает наголову банду французских солдат, грабивших и насиловавших обитателей испанской деревни. Шарп собирается казнить двух французов, взятых живыми. Прибывший к месту боя французский бригадный генерал Волк (Loup) пытается выторговать у Шарпа жизни своих людей, но по приказу неумолимого Шарпа французов расстреливают прямо на глазах у Волка. Тот уезжает, поклявшись отомстить Шарпу.
Тем временем к Веллингтону подходит подкрепление от короля Испании. Его высочество посылает ему своего телохранителя и королевскую ирландскую роту, составленную из неопытных ирландцев под командой неопытного лорда Кили. Веллингтон не доверяет им, поскольку англичане систематически получают американские газеты, в которых описываются жестокости, творимые англичанами в Ирландии. Он приказывает разместить ирландцев гарнизоном в форте, недалеко от французов, где они могут легко дезертировать, если захотят. Он также приказывает Шарпу тренировать их и поставить над ними бывшего Wagonmaster-генерала полковника Рансимана.
Шарпу удаётся хорошо подготовить людей, так что атака Волка на форт проваливается. Тем временем лорд Кили, недовольный своей молодой женой, вступает в связь с Хуанитой. Леди Кили просит Шарпа замолвить слово перед мужем, предлагая ему взамен провести с ней ночь, но благородный Шарп отвергает эту жертву и хвалит её перед лордом Кили. Шарп предлагает атаковать расположение французов, Кили, Рансиман и Хуанита утверждают план.
Кили узнаёт, что его жена беременна, он потрясён радостной вестью и отсылает жену с фронта, но в дороге её похищают французы. Хуанита сбрасывает с себя личину, ставя перед Кили ультиматум Волка: за жизнь жены он должен  оставить отряд Шарпа в бою без поддержки. Хуанита считает, что остальные ирландские полки последуют примеру дезертировавшего полка Кили. Коварный план Волка почти удаётся: люди Шарпа попадают в ловушку. Шарп выбирается из города и появляется перед Кили, люди которого деморализованы сведениями об ирландском восстании, прочитанными из американских газет. Кили отказывается вести своих солдат на помощь, Шарп вызывает его на поединок, и перед строем солдат выбивает у Кили шпагу и повергает его наземь. Хуанита выстрелом из пистолета ранит Шарпа. Поднявшийся Кили внезапно закалывает свою бывшую любовницу, вытаскивает из её сумки «американские газеты», датированные вчерашним числом, разоблачая коварство французов. «Ни один, даже самый быстрый клипер не успеет пересечь океан за день!»
Люди Шарпа, притворившиеся убитыми, поднимаются и идут в атаку, на помощь подходят ирландцы Кили, отряд Волка разбит. Кили врывается в дом, где прячут его жену, но получает смертельную рану от руки притаившегося Волка, который в свою очередь погибает от руки Шарпа. Леди Кили возвращается на родину.

## В ролях
| Актёр         | Роль                  |
| ------------- | --------------------- |
| Шон Бин       | Ричард Шарп           |
| Дара О’Мэлли  | Сержант Патрик Харпер |
| Оливер Коттон | полковник Волк        |
| Джон Тэмс     | рядовой Дэниел Хагман |
| Джейсон Салки | рядовой Харрис        |
| Линдон Дэвис  | рядовой Перкинс       |
| Джейсон Дурр  | лорд Кили             |
| Элли Бирн     | леди Кили             |
| Сири Нейл     | донья Хуанита         |
| Иэн Макнис    | полковник Рансиман    |
| Хью Фрейзер   | генерал Артур Уэлсли  |